# 1980–1981-es magyar jégkorongbajnokság
Az 1980–81-es magyar jégkorongbajnokság a 44. első osztályú bajnokság volt, melyen három csapat indult el. A mérkőzéseket 1980. november 18. és 1981. február 23. között a Kisstadionban, a Megyeri úti jégpályán, a Millenárison valamint a Székesfehérvári jégpályán rendezték meg.
Az aranyérmet a megszűnt BVSC játékosaival megerősített Székesfehérvári Volán nyerte. Érdemes megjegyezni, hogy a Volán volt az első vidéki csapat, amelynek sikerült megszereznie a bajnoki címet.
Az előző szezon végén Jakabházy László vezetőedző személye körül kialakult viták következtében a Ferencváros játékosainak nagy része távozott a klubtól, és a mindössze egy szezont megélt Fóti SE-be igazolt. Így már csak ifi korú játékosokkal tudott indulni az FTC. Pont nélkül, a tabella utolsó helyén fejezte be a szezont, ám még így is bronz érmet szerzett a három-csapatos bajnokságnak köszönhetően.

## OB I. 1980/1981
|    | Csapat                | M  | GY | D | V  | GK     | Pont |
| -- | --------------------- | -- | -- | - | -- | ------ | ---- |
| 1. | Székesfehérvári Volán | 16 | 14 | 1 | 1  | 97-40  | 29   |
| 2. | Újpest Dózsa          | 16 | 9  | 1 | 6  | 110-51 | 19   |
| 3. | Ferencváros           | 16 | 0  | 0 | 16 | 24-140 | 0    |

## A bajnokság végeredménye
1. Székesfehérvári Volán SC

2. Újpest Dózsa

3. Ferencvárosi TC

## A Székesfehérvári Volán bajnokcsapata
Bálint Zoltán, Balogh Imre, Farkas László, Fodor Árpád, Földi Gábor, Gilján János, Gyöngyösi Jenő, Katona Tibor, Kiss Béla, Kiss Tibor, Kolbenheyer József, Kovalcsik Péter, Kövesi Tibor, Marton László, Márai Gábor, Palla Antal, Pintér Gyula, Póznik György, Rétfalvi László, Szajlai László, Terjék István, Vrbanics Tibor, Závory Zsolt
Edző: Kósa Ambrus

## A bajnokság különdíjasai
- Az évad legjobb ifjúsági korú játékosa (Leveles Kupa): Ancsin János (Újpest Dózsa)

## Külső hivatkozás
- Magyar Jégkorong Szövetség hivatalos oldala